# Lưu Cơ (Tam Quốc)
Lưu Cơ (chữ Hán: 刘基, 185 – 233), tự Kính Dư, người huyện Mưu Bình, quận Đông Lai , quan viên nước Đông Ngô thời Tam Quốc trong lịch sử Trung Quốc.

## Thân thế
Cơ là hậu duệ của Lưu Tiết – con trai nhỏ của Tề Hiếu vương Lưu Tương Lư. Lưu Tiết được phong tước Mưu Bình hầu, thụy Cung hầu, nên con cháu định cư ở đấy.
Ông cụ là Lưu Bổn, được làm đến Bàn (huyện) trưởng. Ông nội là Lưu Dư, được làm đến Sơn Dương thái thú; ông bác là Lưu Sủng (anh trai của Lưu Dư) được làm đến Thái úy. Cha là Dương Châu thứ sử Lưu Do; bác là Duyện Châu thứ sử Lưu Đại.

## Thiếu thời
Cơ là con trai trưởng của Lưu Do. Lưu Do bị Tôn Sách đánh bại, phải bỏ Đan Đồ chạy về Dự Chương. Cơ lên 14 tuổi, Lưu Do bệnh mất (198); ông giữ tang trọn lễ, không nhận bất cứ quà biếu nào từ bộ hạ cũ của cha. Bấy giờ Tôn Sách từ Giang Hạ quay về, ghé vào Dự Chương để viếng tang, trọng đãi cả nhà Cơ.
Cơ sớm mồ côi cha, tuổi trẻ đã gặp nhiều gian nan và khốn đốn, nên hiểu rõ tình lý, không tỏ ra thương cảm cho số phận của mình. Cơ cùng các em trai sống chung nhà, thường ngủ muộn dậy sớm, thê thiếp hiếm khi thấy mặt. Các em trai kính sợ, thờ Cơ như cha. Do xung đột của 2 nhà Tôn – Lưu trước đây, Cơ không tùy tiện giao du, hầu như không đón tiếp khách khứa.

## Sự nghiệp
Có có dung mạo đẹp đẽ, được Tôn Quyền vừa yêu vừa kính. Sau khi giết Quan Vũ, Quyền nhận chức Phiếu kỵ tướng quân, vời Cơ làm Đông tào duyện, bái làm Phụ nghĩa hiệu úy, Kiến trung Trung lang tướng. Lưu Bị sắp tấn công nước Ngô, Quyền nhận tước Ngô vương, thăng Cơ làm Đại tư nông. Vào cuối một buổi tiệc, Quyền tự mình rót rượu cho mọi người, Kỵ đô úy Ngu Phiên giả say nằm dài trên mặt đất, không chịu nhận chén rượu. Quyền đi qua, Phiên bèn ngồi dậy. Quyền vì thế cả giận, rút kiếm đòi chém Phiên, mọi người trong tiệc chẳng ai không choáng váng, chỉ có Cơ ôm chầm lấy Quyền mà can rằng: “Đại vương giết thiện sĩ sau khi uống ba chén rượu, dẫu Phiên có tội, thiên hạ ai biết được? Vả đại vương nhờ dung hiền nạp chúng, nên hải nội mong ngóng, nay một sớm bỏ đi, nên chăng?” Quyền hỏi: “Tào Mạnh Đức còn giết Khổng Văn Cử, cô giết Ngu Phiên có làm sao?” Cơ đáp: “Mạnh Đức khinh dễ giết hại kẻ sĩ, bị thiên hạ chê bai. Đại vương cung hành đức nghĩa, muốn sánh với Nghiêu, Thuấn, sao lại sánh với hắn ta!?” Phiên do vậy mà được tha. Quyền nhân đó sắc cho tả hữu, sau này mình say rượu mà nói giết, thì không được giết.
Vào lúc trời nóng, Quyền từng bày tiệc trên thuyền lầu. Gặp cơn mưa gió, Quyền lấy lọng tự che cho mình, lại mệnh thủ hạ che cho Cơ, người khác không được như thế! Sau đó Cơ được dời làm Lang trung lệnh.
Tôn Quyền xưng đế (229), Cơ được đổi làm Quang lộc huân, Phân bình Thượng thư sự. Cơ mất, hưởng thọ 49 tuổi.

## Gia đình
Em trai của Cơ là Lưu Thước, Lưu Thượng đều được làm đến Kỵ đô úy. Con gái của Cơ được gả cho con trai của Tôn Quyền là Tôn Bá, ban 1 khu nhà. Gia đình của Cơ vào 4 mùa đều được ban thưởng, sủng ái sánh với gia đình của Toàn Tông, Trương Chiêu.